# Cosmin Codin
Cosmin Alexandru Codin (* 1994) ist ein rumänischer Naturbahnrodler. Er nimmt seit der Saison 2009/2010 an Weltcuprennen sowie an Welt- und Europameisterschaften teil und ist zweifacher rumänischer Meister mit der Mannschaft.

## Karriere
Cosmin Codin gehört neben Alexandru Vîlcan und Bogdan Moroșan der jungen rumänischen Herrenmannschaft an, die seit Januar 2010 im Weltcup startet. Bei seinem Weltcupdebüt am 10. Januar 2010 in Umhausen kam Codin als 39. von 43 Startern ins Ziel und war damit Bester der drei Rumänen. Auch im Rest des Winters erzielte er zumeist die besten Ergebnisse innerhalb seiner Mannschaft. Nach dem Weltcupdebüt folgte die Teilnahme an der Europameisterschaft 2010 in St. Sebastian, wo er mit einem Rückstand von rund einer Minute und 16 Sekunden etwa doppelt so schnell wie seine Teamkollegen war und den 33. Platz von 37 gewerteten Teilnehmer erzielte. Bei den nächsten Weltcuprennen in Latsch und Latzfons erreichte er die Plätze 33 und 37 und ließ dabei bis zu sieben Rodler hinter sich, darunter jeweils die gesamte britische Mannschaft. Dazwischen lag die Juniorenweltmeisterschaft 2010 in Deutschnofen, wo er unter 31 Startern den 26. Platz belegte. Beim Weltcupfinale in Garmisch-Partenkirchen kam Cosmin Codin als Viertletzter auf Platz 27, womit er im Gesamtklassement der Saison 2009/2010 punktegleich mit den beiden Ukrainern Andrij Tolopko und Ihor Senjuk den 43. Platz erzielte und bester Rumäne wurde. Im Februar 2010 nahm er auch an zwei Rennen im Interkontinentalcup teil, erreichte dabei aber nur Platzierungen im Schlussfeld. Bei den ersten Rumänischen Meisterschaften im März 2010 belegte er im Einsitzer in der Juniorenklasse Platz drei und in der Gesamtwertung Rang vier. Im Mannschaftswettbewerb gewann er zusammen mit Maria Manuela Danci den Meistertitel.
In der Saison 2010/2011 nahm Codin wie im Vorjahr an allen Weltcuprennen, mit Ausnahme der beiden Auftaktrennen im russischen Nowouralsk, teil. Mit Platzierungen um Rang 30 konnte er sich zwar nur im Schlussfeld klassieren, doch im Gesamtweltcup verbesserte er sich um 14 Plätze auf Rang 29. Am Ende der Saison startete er zusammen mit Bogdan Moroșan auch erstmals in einem Doppelsitzer-Weltcuprennen. Das Duo belegte jedoch nur den zehnten und letzten Platz. Bei der Weltmeisterschaft 2011 in Umhausen fuhr Codin auf Platz 33 unter 40 gewerteten Rodlern. Bei der eine Woche später ausgetragenen Junioreneuropameisterschaft 2011 in Laas belegte er den 20. Platz, womit er neun Rodler hinter sich ließ. Wie im Vorjahr wurde er auch 2011 zusammen mit Maria Manuela Danci Rumänischer Meister im Mannschaftswettbewerb. Im nächsten Jahr erzielte er bei den Rumänischen Meisterschaften 2012 jeweils den dritten Platz im Einsitzer und im Doppelsitzer. An internationalen Wettkämpfen nahm er in der Saison 2011/2012 allerdings nicht teil.

## Erfolge

### Weltmeisterschaften
- Umhausen 2011: 33. Einsitzer

### Europameisterschaften
- St. Sebastian 2010: 33. Einsitzer

### Juniorenweltmeisterschaften
- Deutschnofen 2010: 26. Einsitzer

### Junioreneuropameisterschaften
- Laas 2011: 20. Einsitzer

### Weltcup
- 4 Platzierungen unter den besten 30 im Einsitzer
- 1 Platzierung unter den besten 10 im Doppelsitzer

### Rumänische Meisterschaften
- Rumänischer Meister mit der Mannschaft 2010 und 2011